# خدمه پرواز (مجموعه تلویزیونی)
مهماندار هواپیما (به انگلیسی: The Flight Attendant) یک مینی سریال آمریکایی کمدی-درام برگرفته از رمانی با همین نام اثر کریس بوهجالیان می‌باشد. کیلی کوئوکو و میخیل هایسمان از بازیگران این سریال می‌باشند. این سریال از ۲۰ نوامبر ۲۰۲۰ در شبکه اچ‌بی‌او مکس در دوفصل و مجموعا ۱۶ قسمت تولید و پخش شد.

## خلاصه داستان
"کسی باودن" یک مهماندار هواپیما است که با بی اعتنایی به قوانین پرواز رابطه ای با یکی از مسافران "الکس سوکولوف" در حین پرواز نیویورک به بانکوک برقرار می کند. هنگام رسیدن به مقصد شب را با مست کردن و گذراندن با سوکولوف سپری می کند و پس از بیدار شدن در صبح خود را روی تخت در کنار جسد الکس پیدا می کند. کسی تلاش می کند تا با پاک کردن صحنه جرم احتمال شک به کار نکرده خود را از بین ببرد به دور از اینکه همین کار باعث بیشتر شک کردن اف بی آی به وی می شود.

## بازیگران

### اصلی
- کیلی کوئوکو در نقش کسی باودن
- میخیل هایسمان در نقش الکس سوکولوف
- زوسیا مامیت در نقش آنی مرادیان
- رزی پرز در نقش مگان بریسکو
- تی آر نایت در نقش دیوی باودن
- میشل گومز در نقش میراندا کرافت
- کولین وودل در نقش باکلی ویر
- نولان جرارد فانک در نقش ون وایت

### فرعی
- تری سرپیکو در نقش بیل بریسکو
- جیسون جونز در نقش هنک بودن
- بی‌بی نیوورتس در نقش دیانا کارلیسلی
- ریچی کاستر در نقش ویکتور
- آنا مگنوسون در نقش جنت سوکولوف